# Озазио
Озазио (итал. Osasio) — коммуна в Италии, располагается в регионе Пьемонт, в провинции Турин.
Население составляет 865 человек (2008 г.), плотность населения составляет 192 чел./км². Занимает площадь 5 км². Почтовый индекс — 10040. Телефонный код — 011.
Покровительницей коммуны почитается Пресвятая Троица, празднование в Духов день.

## Демография
Динамика населения:

## Администрация коммуны
- Официальный сайт: